# Взрывы канализации в Луисвилле
13 февраля 1981 года серия взрывов разрушила более 13 миль (21 км) канализационных линий и улиц в центре Луисвилла (штат Кентукки, США). Взрывы привели к значительному повреждению имущества и инфраструктуры; погибших не было, но четыре человека получили ранения.
Взрывы были вызваны воспламенением паров гексана, которые были незаконно выброшены с завода по переработке сои, принадлежащего «Ralston-Purina», и расположенного на Флойд-стрит. Завод был перерабатывающим заводом для семян хлопчатника или сои, по крайней мере, с 1900 года.
Ремонт канализации и улиц занял около двух лет. «Ralston-Purina» выплатила 18 миллионов долларов округу столичного города Луисвилла, около 9 миллионов долларов 17 тысячам истцов по иску, урегулированному в 1984 году, 4 миллиона долларов городу и 2 миллиона пострадавшим гражданам, которые не подали в суд на компанию. Компания признала, что выпустила гексан в канализацию, но первоначально не принимала ответственность за взрывы и продолжала отрицать халатность в течение многих лет, пока в конечном итоге не признала себя виновной по четырём пунктам в нарушении федеральных природоохранных законов.

## Взрывы
Завод «Ralston-Purina» использовал гексан в качестве растворителя для извлечения масла из соевых бобов. На заводе применялась система локализации, предназначенная для повторного использования гексана. Однако система не работала в ту ночь, и большое количество гексана попало в канализацию. Правительственное ведомство по подотчетности правительства США и Американское общество инженеров-строителей оценили количество разлитого гексана в тысячи галлонов (примерно 10 000 литров или более), хотя компания оспаривала это количество. Затем гексан начал испаряться в канализации и просачиваться из люков на улицах. Около 1:30 ночи в день взрывов компания позвонила инспектору и сообщила ему, что с объекта произошла утечка. Инспектор посетил участок и проверил наличие паров на некоторых близлежащих улицах, но не заметил серьёзных проблем. Обстоятельства, связанные с посещением инспектора, а также объём и тип предоставленной ему информации были впоследствии оспорены.
Примерно в 5:16 утра в пятницу, 13 февраля 1981 года, в южной части Старого Луисвилла, недалеко от Университета Луисвилла, произошла серия взрывов. Как показало расследование, спусковым механизмом взрывов была искра от автомобиля, ехавшего около пересечения 12-й улицы и улицы Хилла, который поджог пары гексана на улице и в канализации. В машине находились две женщины, которые направлялись на работу в местную больницу. Серия взрывов превратила улицу в руины и опрокинула машину набок.
Более 13 миль (21 км) канализационных линий, включая все две мили (3 км) основной магистральной линии диаметром 7,5-12 футов (2,3-3,7 м), были разрушены во время взрыва. Крышки люков взлетели в небо и рухнули с огромной разрушительной силой. Одна крышка полностью пробила потолок и пол в квартире на третьем этаже на Второй улице, а другая едва не убила ребёнка, когда приземлилась в доме на углу улиц 9-й и Хилл. Улицы, под которыми проходили канализационные линии, были разрушены — некоторые фрагменты были полностью раздроблены, а в других оставлены большие ямы глубиной до 12 м. В некоторых местах участки тротуара оставались стоящими дыбом возле зияющих отверстий. Водопровод и газопроводы были разорваны, оставив жителей района на несколько недель без обслуживания. Дымоходы 43 зданий упали, а некоторые лестницы рухнули.
В течение дня после основной серии взрывов в некоторых районах продолжали накапливаться пары. «Это все ещё потенциально взрывоопасно», — сказал мэр Луисвилла Уильям Стэнсбери, после того как район из 20 кварталов был эвакуирован. Там, где канализационные коллекторы проходили под нефтеперерабатывающим заводом в Ашленде, произошло накопление паров, что увеличило вероятность дальнейшего сильного пожара, но рабочие смогли нейтрализовать угрозу в этом районе. В 15:45 произошел последний взрыв, выбросивший крышку люка на пересечении Второй улицы и проспекта Бернетта.
Университет и все предприятия и другие школы в районе были закрыты на разное время (включая магазины и рестораны, которые жители района должны были использовать, тем более что у них не было водопровода и они не могли попасть в этот район на машине из-за повреждения улицы). Тот факт, что инцидент произошел в середине зимы, усугубил трудности, и некоторые жители остались без тепла, пока газовые линии и печи не были проверены и отремонтированы. Национальная гвардия Кентукки была призвана контролировать пострадавший район, который президентом США Рональдом Рейганом был объявлен зоной бедствия. Приблизительно 2000 человек были эвакуированы, а без водоснабжения и канализации остались примерно 23 тысячи человек. В последующие дни после инцидента последовали проливные дожди, которые нанесли дополнительный ущерб в результате затопления и эрозии открытых канализаций. После восстановления водоснабжения жителям было рекомендовано экономить воду, пить её только кипячёной, и, насколько возможно, избегать использования туалетов. Открытые траншеи вдоль улицы Хилл оставались незащищенными, источая зловоние в течение примерно полугода, прежде чем канализация была снова закрыта.
Женщины в машине, которая спровоцировала взрыв, были ранены, но не серьезно. Улицы в момент первых взрывов были почти пустынными, поэтому в их результате никто не погиб.

## Последствия
После инцидента «Ralston-Purina» использовала более 2 миллионов долларов городских промышленных облигаций для финансирования восстановления своего завода в 1983 году, а на следующий год продала его.
В 1985 году город Луисвилл и округ Джефферсон (штат Кентукки) приняли постановление об опасных материалах. Это постановление дало муниципальному канализационному округу Луисвилля полномочия по регулированию обращения с опасными материалами.
Инцидент был использован такими организациями, как «Американское общество инженеров-строителей» и Бюро по подотчётности правительства США, как пример необходимости повышения безопасности в отношении систем сточных вод Соединенных Штатов и Экологической службы США. Агентство по защите в качестве примера опасностей, связанных с сбросом опасных отходов в канализационные системы. Статьи, обсуждающие это событие, были опубликованы в «Environmental Geology» и в «Journal of the American Oil Chemists' Society».